# Mykyta Kamenjuka
Mykyta Oleksandrovyč Kamenjuka (in ucraino Микита Олександрович Каменюка?; Luhans'k, 3 giugno 1985) è un allenatore di calcio ed ex calciatore ucraino, di ruolo difensore.